# Storia dell'incubatrice
La storia dell'incubatrice ha inizio in Francia nella seconda metà del XIX secolo, periodo storico nel quale la cura dei neonati prematuri o deboli divenne un problema sociale. Prima dell'avvento dell'incubatrice le cure dei bambini erano affidate soprattutto alle madri oppure venivano utilizzati dispositivi rudimentali allo scopo di riscaldare i neonati, come ad esempio dei cestini rivestiti di cotone contenenti bottiglie di acqua calda.

## Sviluppo dell'incubatrice in Europa

### L'invenzione di Tarnier

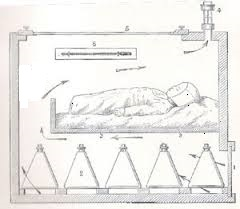
Modello di incubatrice Tarnier-Auvard. L'aria riscaldata da bottiglie di acqua calda triangolari circolava per convenzione prima di uscire attraverso un anemometro.

Il primo modello di incubatrice venne ideato intorno al 1880 dal dottor Stéphane Tarnier; questi concepì l'idea dopo la visita alla sezione delle incubatrici del pollame dello zoo di Parigi nel 1878.
Egli sviluppò una macchina in grado di riscaldare i neonati posti al suo interno sfruttando il medesimo sistema del termosifone. Il modello di incubatrice, o couveuse, utilizzava acqua riscaldata da una lampada ad alcool in una caldaia esterna; l'acqua veniva poi fatta circolare tramite un serbatoio dentro l'apparato.
L'incubatrice era grande circa un metro cubo e poteva contenere più di un neonato al suo interno.
Questo apparecchio venne subito utilizzato da Tarnier in uno dei più grandi ospedali parigini, la Maternité. L'incubatrice ebbe un impatto notevole e con il suo aiuto Tarnier e il suo staff riuscirono a dimezzare le morti dei neonati prematuri.
La Maternitè non fu il primo ospedale ad usare degli apparecchi per riscaldare i neonati, visto che in molti ospedali europei venivano utilizzati speciali warmwanne, tubi riscaldanti. Questi warmwanne, di origini poco note, erano utilizzati in ospedali come l'orfanotrofio imperiale di Mosca (Vospitatel′nyj dom v Moskve) e l'ospedale pediatrico di Lipsia e si crede che furono di ispirazione per Tarnier nello sviluppo della sua couveuse.
Alla fine del diciannovesimo secolo il prototipo di Tarnier venne semplificato ulteriormente dal creatore stesso con la collaborazione di Alfred Auvard, un suo internista. 
L'aria entrava da un foro di aspirazione, passava in un compartimento con le bottiglie di acqua calda e circolava verso l'alto per convezione prima di uscire attraverso un anemometro. La temperatura poteva essere controllata mediante un termostato perfettamente visibile assieme al bambino grazie ad una piccola finestra al di sopra dell'incubatrice. L'ambiente manteneva una temperatura costante durante il cambio delle bottiglie di acqua, che avveniva ogni 2 ore.
La differenza fondamentale del modello di Tarnier-Auvad risiedeva nel suo essere chiusa: veniva quindi ridotta la perdita di calore dovuta a convezione e, inoltre, Tarnier sosteneva che la macchina provvedesse a riscaldare il bambino anche tramite la respirazione, facendo in modo che esso respirasse aria calda.
Il medico francese quindi sosteneva la fondamentale importanza della temperatura nel processo di cura del neonato prematuro.
Questo tipo di incubatrice fu ampiamente utilizzato da Tarnier e in particolare dal suo successore Pierre Budin.
Budin promosse l'apertura di speciali services des débiles, letteralmente dipartimenti (per la cura) dei deboli, nei quali vennero largamente usate le incubatrici per permettere le prime cure a neonati prematuri o deboli, i quali venivano successivamente trasferiti negli ospedali.
Il problema della mortalità infantile affliggeva la Francia dell'epoca e la cura dei neonati era di priorità nazionale a causa anche del crollo demografico. La madre era posta al centro nel programma di miglioramento dell condizioni dei neonati, che aveva nell'incubatrice il suo strumento di riferimento. Molti medici francesi, tra cui anche Budin, ritenevano di elevata importanza la cura materna e la nutrizione del neonato mediante il latte della madre, associata al lavoro compiuto dall'incubatrice, per diminuire ulteriormente la percentuale di mortalità infantile. 
La critica portata al modello di Tarnier riguardava la mancanza di ricambio dell'aria all'interno del dispositivo; questa mancanza di ventilazione era vista da parecchi medici come una probabile causa di trasmissione di infezioni.

### Il modello di Lion

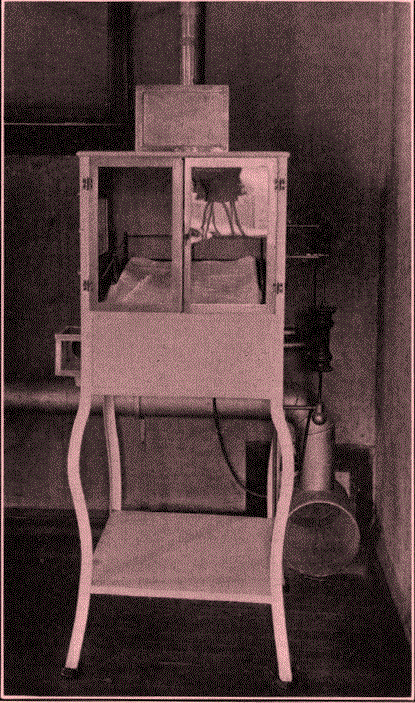
Incubatrice di Lion

Per rispondere a questo tipo di problema un nuovo tipo di incubatrice apparve nel panorama francese sul finire del XIX secolo. Il suo creatore fu il dottor Alexandre Lion dal quale l'incubatrice prese il nome. In questo modello sia la camera che conteneva il neonato, ma anche tutto il resto dell'apparato era situato su dei supporti (piedi) metallici, che rendevano la dimensione dell'incubatrice paragonabile a quella di un'infermiera. L'interno racchiudeva un complesso sistema di riscaldamento auto-regolante. Una lampada a gas o ad olio riscaldava un serbatoio esterno causando la circolazione dell'acqua in una bobina a spirale; questa provvedeva a riscaldare l'apparato prima di ritornare nel serbatoio. All'interno di questo sistema l'incubatrice incorporava un termostato elettrico che regolava l'emissione di calore mediante una serie di leve. Il termostato era considerato affidabile per diverse ore e anche giorni, limitando la necessità di controllo continuo della temperatura da parte di un'infermiera. La macchina poteva adesso riscaldare il neonato e controllarne costantemente le condizioni. Il modello Lion inoltre presentava un sofisticato sistema di ventilazione che permetteva di acquisire l'aria dall'esterno.
Lion creò un dispositivo il cui obiettivo non era unicamente quello di riscaldare, ma anche di “processare” l'aria respirata dal neonato. L'aria veniva acquisita dall'esterno, fatta circolare fino alle incubatrici e qui filtrata, umidificata e poi infine riscaldata. Tre strumenti - anemometro, igrometro e termometro - permettevano di monitorare l'ambiente interno dell'incubatrice.
Mediante questa nuova incubatrice Lion voleva isolare il bambino e rendere le sue cure indipendenti dalla presenza dell'infermiera (o della madre stessa del neonato).
Questa tipologia di incubatrice non venne particolarmente apprezzata in Francia dove, come detto, si enfatizzava invece il ruolo delle cure materne. 
D'altro canto con la sua incubatrice Lion spostava l'attenzione dal riscaldamento alla ventilazione del neonato, problema molto caro, invece, agli americani.

## Couney e la propaganda dell'incubatrice
La fama dell'incubatrice raggiunse il suo apice grazie all'opera di propaganda del dottor Martin A. Couney. Egli allestì un incubator show nelle esposizioni internazionali all'interno delle quali venivano celebrate le nuove tecnologie. Nell'esibizione a Buffalo nel 1901 Couney mostrò una incubator station con una dozzina di incubatrici Lion dentro alle quali vivevano e dormivano veri neonati. Grazie alla sua popolarità venne invitato ad organizzare un'esposizione permanente al Luna Park di Coney Island.
Gli show di Couney erano più che esibizioni, avevano un messaggio educativo; migliaia di spettatori vennero così introdotti all'uso di questa nuova tecnologia.

## Sviluppo dell'incubatrice in America

### L'utero artificiale di Rotch
L'incubatrice arrivò nel continente americano nell'ultimo decennio del XIX secolo, e venne considerata fin dall'inizio come simbolo della nuova tecnologia su cui basarsi per la cura dei neonati prematuri.

Il primo modello originale fu sviluppato dal dottor Thomas Morgan Rotch, il primo pediatra ad interessarsi dei bambini prematuri, e dall'inventore John Pickering Putnam. Rotch considerava l'incubatrice come un utero artificiale. Il dispositivo doveva quindi ricreare al meglio le condizioni dalle quali il neonato era stato costretto ad uscire ovvero silenzio, buio e calore.
Rotch muoveva una critica alla tradizione di incubatrici che avevano come unico obiettivo quello di riscaldare il bambino. Una struttura chiusa era quindi necessaria non per evitare la perdita di calore, ma per proteggere il neonato dal mondo nel quale era stato prematuramente scaraventato. Essa serviva per isolare il bambino dalla polvere e dai microorganismi, quindi dalle infezioni, ed inoltre per schermarlo da eccessive stimolazioni (quali potevano essere la luce, suoni, contatto ecc). L'incubatrice di Rotch era racchiusa da un doppio strato di pareti di rame contenenti un condotto di acqua riscaldata. La copertura era sigillata e provvista solo di una piccola finestrella che spesso veniva coperta da un panno nero. I segni vitali dovevano essere controllati con molta attenzione. Rotch sostituì il termometro con un nuovo metodo per monitorare i progressi del neonato: il suo peso giornaliero. La sua incubatrice infatti permetteva la misurazione di questo parametro senza contatto fisico. 
Il macchinario era collegato ad una tanica di ossigeno, che veniva usato come stimolante due o tre volte al giorno assieme ad un altro stimolante, come ad esempio il brandy. Questo espediente veniva utilizzato per cercare di curare i problemi respiratori dei neonati.
Questa incubatrice poteva in qualche modo essere vista come una barriera tra madre e figlio, ma non era questo l'intento di Rotch, che infatti dotò la sua incubatrice di ruote in modo che la madre potesse avere il bambino comunque al suo fianco, anche a casa.

### Il modello di DeLee e l'incubatrice portatile
Un'altra figura molto importante nel panorama medico americano fu l'ostetrico Joseph B. DeLee di Chicago. 
Egli sviluppò un suo personale modello di incubatrice Lion. DeLee voleva progettare un dispositivo che regolasse automaticamente il calore e che allo stesso tempo provvedesse a fornire aria fresca e incontaminata per proteggere il neonato dalle infezioni. Egli sviluppò un nuovo modello di termostato, costituito da una capsula espandibile di cloruro di etile. Tramite una serie di tubature interne ed esterne, che assomigliavano a quelle della Lion, DeLee riuscì a far sì che il suo dispositivo potesse raccogliere aria dall'esterno. Inoltre, visto che le temperature a Chicago scendevano spesso sotto lo zero durante l'inverno, egli dovette installare una serie di valvole di tiraggio per permettere così alle infermiere di compensare le improvvise fluttuazioni di vento ed escursioni termiche.
DeLee riuscì ad aprire una incubatoor room a Chicago, contenente 4 incubatrici. Questa incubator station divenne il più avanzato degli ospedali americani del primo decennio del XX secolo.
L'ostetrico non dava grande importanza al monitoraggio della temperatura corporea di ogni infante, ritenendo che questo non fosse un parametro fondamentale nella cura del bambino, focalizzando invece la sua attenzione sul sistema di ventilazione, lasciando che la temperatura fosse unica per tutti i neonati incubati.
DeLee si concentrò inoltre sui bambini nati in casa. Spesso molti bambini arrivavano all'ospedale in condizioni precarie e dopo diverse ore dal parto; molti di essi non sopravvivevano. DeLee riteneva che le prime ore fossero cruciali e che potessero influenzare le cure successive. La risposta tecnologica al problema fu l'invenzione dell'incubatrice trasportabile. Essa rappresentava più che altro un modello di incubatrice Tarnier-Auvard provvisto di manico; l'obiettivo era di far da ponte tra casa e ospedale.

### Critiche alle incubatrici
Le incubatrici non ebbero tuttavia un grande impatto sul sistema ospedaliero americano: la mortalità infantile rimaneva ancora troppo elevata. Il censimento del 1910 mise in evidenza una percentuale di morte infantile nei primi mesi di vita del 38% (in particolare debolezza e prematurità causavano oltre il 60% di queste morti).
L'utilizzo dell'incubatrice venne quasi abbandonato fino agli anni ‘30 in favore di una politica di parental care, basata sulla triade: care, fare and air:la cura del bambino venne affidata all'amorevolezza materna. Anche se le cause della prematurità rimanevano oscure, pochi obiettavano contro l'evidenza che una donna con uno stile di vita salutare fosse meno soggetta a dare alla luce un bambino prematuro o ad abortire spontaneamente. Per le donne lavoratrici i sostenitori della parental care propugnavano la necessità dei congedi dal lavoro e sussidi economici. Inoltre veniva promossa l'educazione delle madri nell'accudire i neonati, ritenendo che fossero più propense di chiunque altro nella cura proprio bambino malato.
La nutrizione mediante latte materno divenne uno dei punti chiave della parental care. Medici come Rotch e Henry Dwight Chapin ritenevano tale aspetto più importante rispetto ai benefici dell'incubatrice. I rudimentali cestini riscaldati da bottiglie di acqua calda vennero preferiti all'invenzione di DeLee: i neonati così potevano respirare aria fresca, come enfatizzato dai sostenitori della parental care. L'idea della fresh air therapy si diffuse molto negli Stati Uniti nei primi anni del ‘900 e divenne una nuova arma dell'arsenale pediatrico, un antidoto contro varie malattie, come per esempio la polmonite.
L'incubatrice diventava sempre più impopolare.

### Il modello di Hess

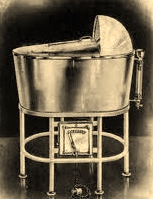
Modello di incubatrice di Hess

In un contesto di apatia nei confronti del trattamento e della cura dei bambini prematuri spiccò la figura del dottor Julius Hess che rivoluzionò il mondo della neonatologia. 
Hess si impose nel panorama medico come uno dei pediatri di Chicago di maggior prestigio e il suo primo contributo alla premature infant care fu l'invenzione di un nuovo tipo di incubatrice. Egli creò un “incubator bed” riscaldato elettricamente. Il dispositivo era composto da un tubo formato da un doppio rivestimento e contenente un condotto di acqua calda la cui temperatura era controllata da un reostato. In contrasto con la tradizionale incubatrice chiusa, questo modello era provvisto di una cappa aperta che permetteva all'aria di circolare naturalmente intorno al bambino. Il meccanismo attraverso il quale si poteva impostare la temperatura tramite il reostato elettronico simbolizza il modo in cui Hess si distinse dai suoi contemporanei nel riconoscere il ruolo fondamentale della temperatura corporea del neonato, che doveva essere regolata singolarmente. Quindi egli criticava le vecchie incubator room perché presupponevano che una sola temperatura fosse sufficiente per tutti i bambini prematuri. Hess riteneva invece che la temperatura dell'infante dovesse essere misurata ogni sei ore e che dovesse guidare la temperatura dell'incubatrice.
Inoltre nel 1934 Hess trasformò la sua incubatrice in una camera a ossigeno, creando una cappa di metallo con una finestrella designata per essere posta sopra la incubator bed. Questo espediente così permetteva di mantenere una costante ed elevata pressione di ossigeno sul bambino. L'entusiasmo per la oxygen therapy portò alla costruzione di incubatrici capaci di emettere ossigeno puro al 100%.
L'incubatrice quindi era rinata, ma questa volta come camera ad ossigeno. 
Inoltre il successo dell'invenzione di Hess derivò dal fatto che egli fu il primo a distinguere fra bambini deboli e bambini prematuri, riservando alle due categorie terapie diverse. Inoltre egli abbandonò il termine debolezza congenita distinguendo i bambini che soffrivano di semplice prematurità da quelli che soffrivano di altre specifiche malattie. Hess anticipò un nuovo stile di cure, che prevedevano l'utilizzo dell'incubatrice anche per la cura dei bambini prematuri, che nascerà negli anni '40 e si evolverà fino ai giorni nostri.